# Брањате
Брањате или Брајнат (грч. Νέα Νικομήδεια, Неа Никомедија) је насељено место у општини Бер у периферији Средишња Македонија, Грчка. Према попису из 2021. године било је 607 становника.
Према бугарском географу и историчару, Василу Канчову, у Брањату је 1900. године живело 80 Словена хришћана. После 1923. године насељена је 61 грчка избегличка породица из Измита (Никомедија) у Турској, укупно 243 особа.

## Познате личности
- Мимис Папајоану, бивши грчки фудбалер